# Muse Sick-n-Hour Mess Age
Muse Sick-n-Hour Mess Age – album studyjny amerykańskiej grupy muzycznej Public Enemy. Wydawnictwo ukazało się 23 sierpnia 1994 roku nakładem wytwórni muzycznej Def Jam. 

## Lista utworów
Opracowano na podstawie materiału źródłowego.
1. "Whole Lotta Love Goin on in the Middle of Hell" – 3:13
2. "Theatrical Parts" - 0:28
3. "Give It Up" – 4:31
4. "What Side You On?" – 4:37
5. "Bedlam 13:13" – 4:37
6. "Stop in the Name..." - 1:21
7. "What Kind of Power We Got?" – 5:31
8. "So Whatcha Gonna Do Now" – 4:41
9. "White Heaven/Black Hell" - 1:06
10. "Race Against Time" – 3:21
11. "They Used to Call It Dope" - 0:30
12. "Aintnuttin Buttersong" – 4:23
13. "Live and Undrugged, Parts 1 & 2" – 5:55
14. "Thin Line Between Law & Rape" – 4:45
15. "I Ain't Mad at All" – 3:25
16. "Death of a Carjacka" - 2:00
17. "I Stand Accused" – 3:57
18. "Godd Complexx" – 3:40
19. "Hitler Day" – 4:28
20. "Harry Allen's Interactive Super Highway Phone Call to Chuck D" - 2:55
21. "Livin in a Zoo (remix)" – 3:38